# Axiat
Axiat település Franciaországban, Ariège megyében. Lakosainak száma 39 fő (2022. január 1.). Axiat Appy, Lordat, Montferrier, Montségur és Urs községekkel határos.

## Népesség
A település népességének változása:
| Lakosok száma | 52   | 48   | 42   | 28   | 40   | 42   | 41   | 42   | 43   | 39   |
|               | 1968 | 1982 | 1990 | 2006 | 2013 | 2015 | 2017 | 2019 | 2020 | 2022 |